# Lac glaciar

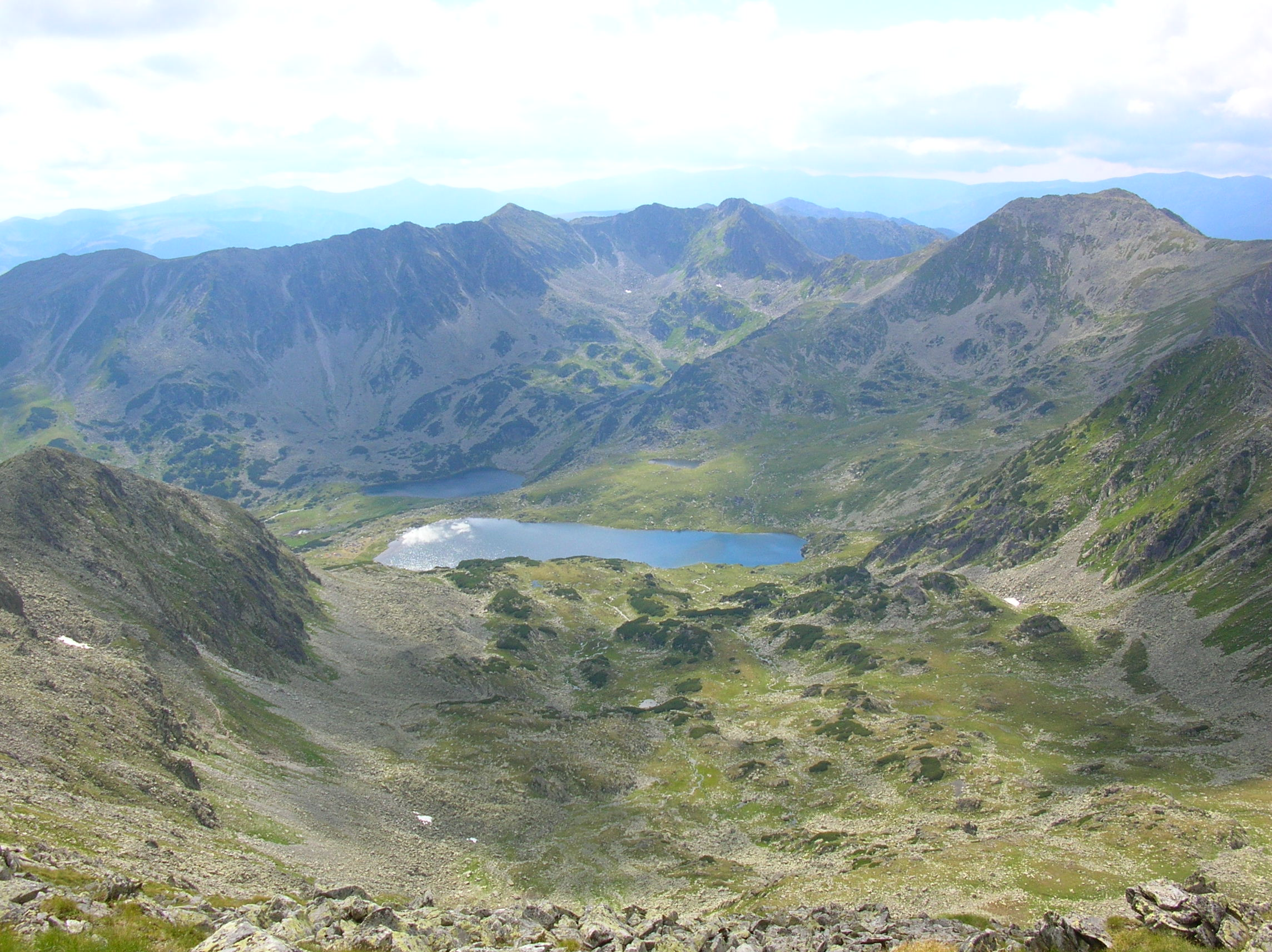
Lacul Bucura din Munții Retezat

Lac glaciar este un termen din geografie care definește un lac format în căldările ghețarilor de altădată, prin acumularea apei, provenite din ploi sau zăpezi, în circurile ghețarilor din cuaternar.
Lacurile glaciare se clasifică în lacuri de circ glaciar și în lacuri de vale glaciară:
- Lacurile de circ glaciar au ponderea cea mai mare, au suprafață mică și, de regulă, sunt puțin adânci, cu puține excepții. Ele au o formă oarecum circulară și se găsesc în imediata apropiere  a crestei muntoase, la obârșia văilor.
- Lacurile de vale glaciară sunt alungite, iar barajul ce închide valea poate fi constituit dintr-un prag dur de rocă de bază sau dintr-o morenă frontală, împinsă de ghețuri.

Lacurile glaciare au alimentare nivopluvială, adică apa rezultată din topirea zăpezilor abundente și din precipitații se infiltrează în grohotișurile de pe marginea circurilor și este cedată treptat lacurilor. 

## Lacuri glaciare din România
- Cel mai întins lac glaciar din România, cu o suprafață de peste 10 ha, este Lacul Bucura din Munții Retezat. A fost format prin existența unui baraj de morene.
- Cel mai adânc lac glaciar din România, cu 29 de metri adâncime, este Lacul Zănoaga Mare, aflat tot în Munții Retezat. Este un lac de circ glaciar.
- Lacul Mioarelor din Munții Făgăraș, este lacul de origine glaciară situat la cea mai mare altitudine din țară, 2282 m.

## Articole pe teme de glaciologie
- Aisberg
- Alpii înalți
- Antarctica
- Arctica
- Ablație (fenomen)
- Balanța masei unui ghețar
- Banchiză
- Calotă glaciară
- Calotă polară
- Circ glaciar
- Climatul calotelor polare
- Criosferă
- Gheață
- Ghețar
- Glaciologie
- Încălzirea globală
- Înzăpezire
- Lac glaciar
- Linia arborilor
- Linia înghețului
- Linia de îngheț (astrofizică)
- Linia zăpezii
- Listă de țări în care ninge
- Listă de lacuri din România
- Morenă
- Nivologie
- Sculptura în gheață
- Spărgător de gheață
- Zăpadă
- Zonă de ablație
- Zonă de acumulare

## Galerie

Fotografii reprezentative
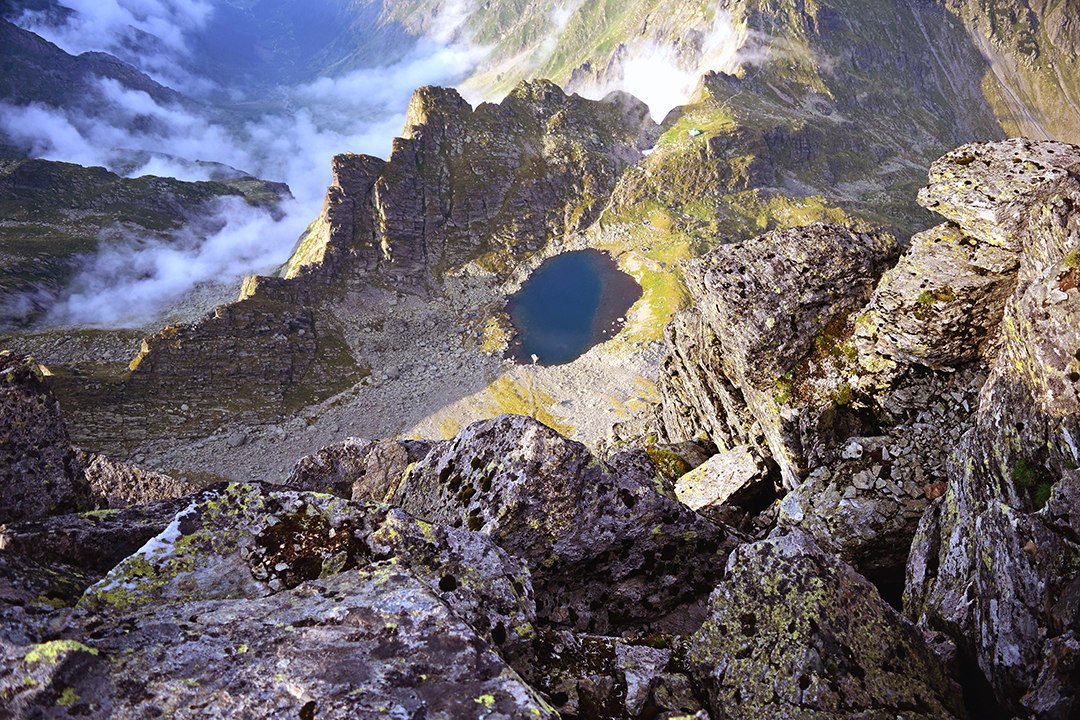
Lacul glaciar Călțun din Munții Făgăraș, aflat la poalele vârfurilor „gemene,” Călţun și Lespezi (altitudine 2.135 m)
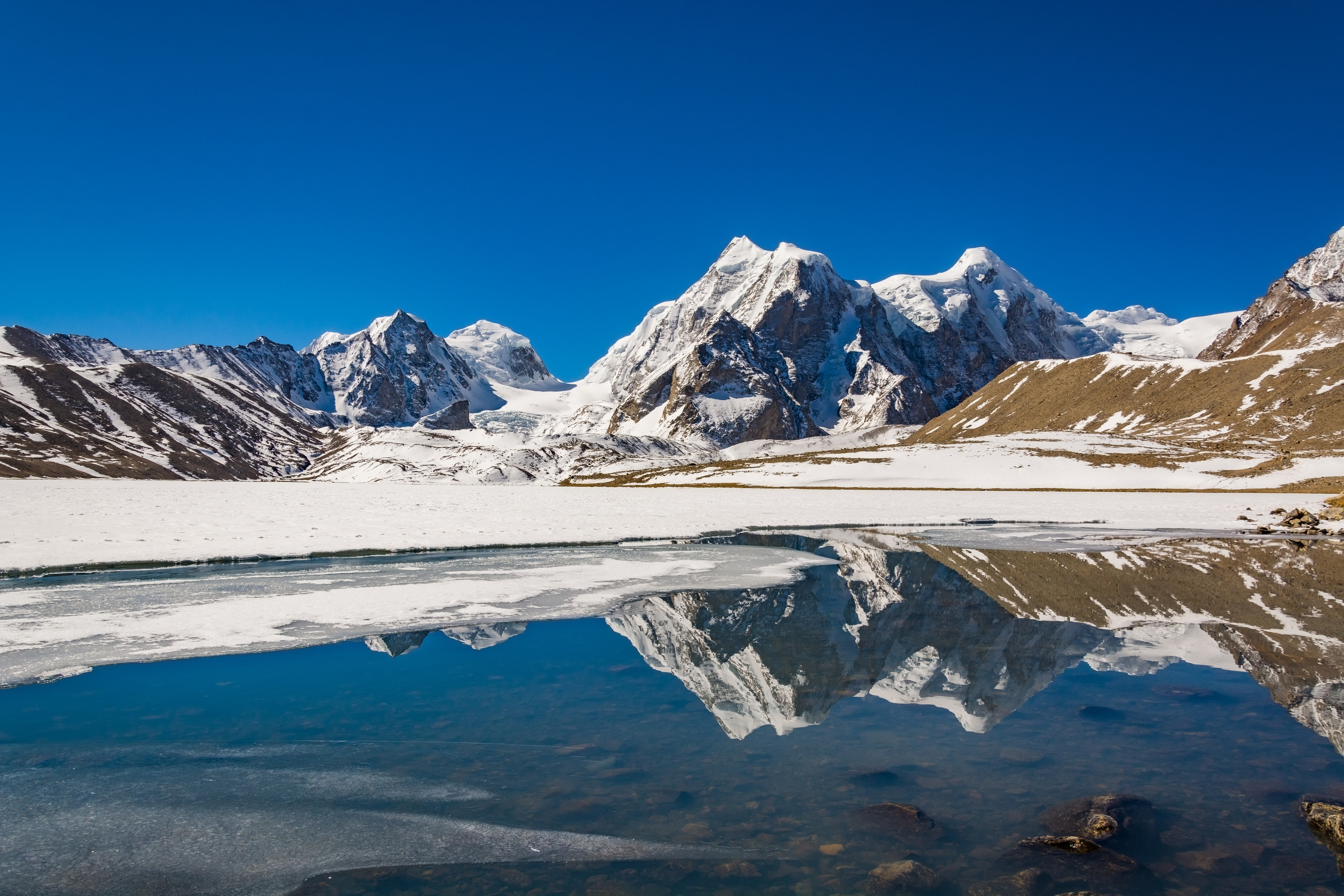
Lacul Gurudongmar din statul Sikkim, India, situat la peste 5.150 de metri altitudine
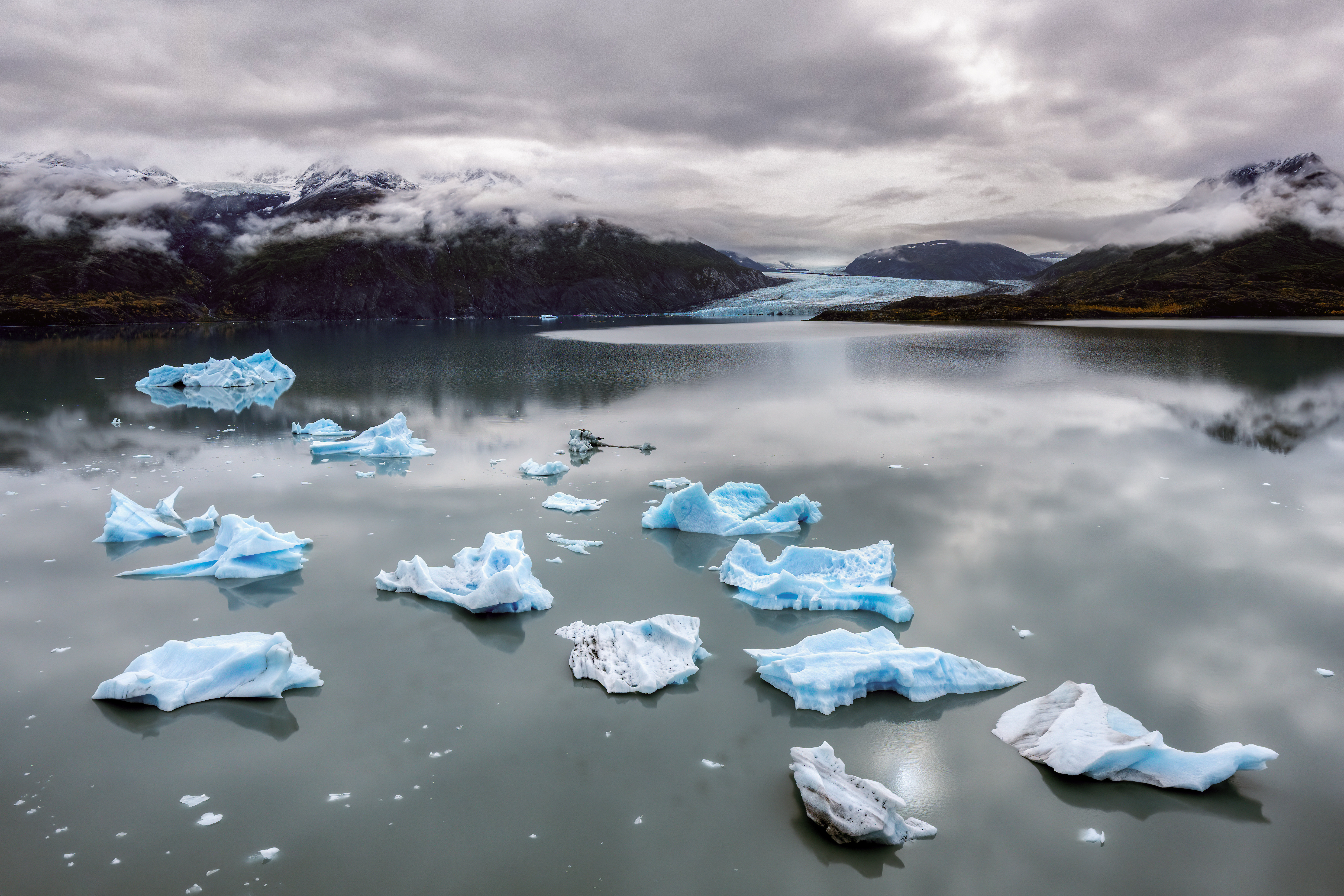
Lac glaciar din Alaska